# La Wally
La Wally é uma ópera em quatro atos do compositor italiano Alfredo Catalani, com libreto de Luigi Illica. A primeira récita ocorreu no Teatro alla Scala de Milão, em 20 de janeiro de 1892.
O libreto baseou-se na bem sucedida peça de teatro Die Geier-Wally, Eine Geschichte aus den Tyroler Alpen (literalmente "O abutre-Wally - uma história dos Alpes tiroleses"), de Wilhelmine von Hillern (1836-1916). O drama tem lugar numa aldeia do Tirol, onde a heroína se recusa a aceitar o casamento arranjado por seu pai.
A ópera ficou conhecida pela famosa ária Ebben? Ne andrò lontana (Ato I), cantada por Wally quando decide deixar definitivamente a sua família. Catalani já tinha composto essa ária em 1878, com o título Chanson Groënlandaise, e decidiu posteriormente incorporá-la à ópera. Ebben?... foi utilizada com grande proeminência no filme de Jean-Jacques Beineix, A Diva e os Gangsters, de 1981.
Esta ópera contém também uma das mais memoráveis cenas de suicídio operáticos - quando a heroína se atira para uma avalanche em curso.

## Personagens[1]
- Wally (soprano)
- Stronmminger, pai de Wally  (baixo)
- Vincenzo Gellner
- Giuseppe Hagenbach
- Afra (mezzosoprano)
- Walter, tocador de cítara
- Il Pedone

## Discografia
Orquestra Nacional da Ópera de Monte Carlo, dirigida por Fausto Cleva, e Coro de Turim (1968). Intérpretes: Renata Tebaldi (Wally);  Justino Diaz (Stronmminger); Piero Cappuccilli (Vincenzo Gellner); Mario del Monaco (Giuseppe Hagenbach); Stefania Malagu (Afra); Lydia Marimpietri (Walter);  Alfredo Mariotti  (Il Pedone). - Decca
Orquestra Filarmônica de Berlim, dirigida por Herbert von Karajan, e Coro de Ópera alemã Berlim (1976). Intérpretes: Mirella Freni (Wally);  Ruggero Raimondi (Stronmminger); Sherrill Milnes (Vincenzo Gellner); José Carreras (Giuseppe Hagenbach); Hanna Schwarz (Afra); Janet Perry (Walter);  Alexander Malta  (Il Pedone). - Deutsche Grammophon
Orquestra Filarmônica de Los Angeles, dirigida por Carlo Maria Giulini, e Coro de Roger Wagner (1981). Intérpretes: Katia Ricciarelli (Wally);  Samuel Ramey (Stronmminger); Leo Nucci (Vincenzo Gellner); Plácido Domingo (Giuseppe Hagenbach); Ann Murray (Afra); Barbara Hendricks (Walter);  Robert Lloyd  (Il Pedone). - Deutsche Grammophon
Orquestra da Rádio de Munique, dirigida por Pinchas Steinberg, e Coro da Rádio da Baviera (1990). Intérpretes: Eva Marton (Wally);  Francesco Ellero d’Artegna (Stronmminger); Alan Titus (Vincenzo Gellner); Francisco Araiza (Giuseppe Hagenbach); Birgit Calm (Afra); Julie Kaufmann (Walter);  Michele Pertusi (Il Pedone). - Eurodisc